# El mágico prodigioso
El mágico prodigioso és un drama de Pedro Calderón de la Barca compost en 1637 i estrenat en les festes del corpus en la vila de Yepes (Toledo). L'obra s'emmarca en el gènere de les comèdies de sants i el final no arriba a caracteritzar-la de tragèdia, perquè afronten els seus últims instants vitals com a màrtirs cristians anant a la trobada amb la seva fi amb serena felicitat.

## Argument
En una Roma en la qual comencen a sorgir les primeres comunitats cristianes, Cipriano, procliu a l'estudi, descobreix un passatge de la Història natural de Plini (II, V) que tanca una definició del Déu únic. D'altra banda, mestressa a Justina, una cristiana que rebutja a tots els seus pretendents incloent a Cipriano. Aquest, enamorat, ven la seva ànima al Dimoni per aconseguir el seu amor. Cipriano, ja convertit en «màgic» (mag) després d'un any d'estudi amb el diable, conjura Justina, mentre el Dimoni intenta que vagi a la trobada de Cipriano sense aconseguir-ho, ja que a aquesta l'empara una força superior a la de l'àngel caigut, la de Déu. En lloc d'enviar a Justina en persona, el diable s'ha d'acontentar amb invocar un fantasma amb l'aparença de Justina, que acudeix a la trobada amorosa. Quan Cipriano la té als seus braços, la figura de Justina és només un esquelet que desapareix. Cipriano comprèn la veritat del que va deixar llegit en Plini al principi de l'acció i, gràcies al benèfic influx de la fermesa cristiana de Justina, acaba convertint-se a la nova fe. Finalment els dos moren màrtirs.

## Anàlisi
L'assumpte està pres de la vida dels sants Cebrià i Justina, màrtirs d'Antioquia de cap al segle iii. El fet consta només per una remota tradició. L'argument, no obstant això, deu molt als motius presents a El esclavo del demonio (1612), de Mira de Amescua.
Es tracta d'un dels millors drames devots, no ja de l'autor, sinó de l'antic teatre religiós. El pensament filosòfic que tanca; això és, el triomf del lliure albir, fins i tot contra les imperioses tendències de la naturalesa i de les coaccions morals de tot gènere, resulta comprovat amb la indestructible resistència de la virtuosa donzella cristiana i amb el venciment i humiliació de la falsa ciència màgica de Cipriano i la seva passió amorosa.
El drama està meravellosament escrit i versificado, i excepte l'excessiva intervenció de personatges secundaris com Lelio i Floro, que a vegades converteixen aquest drama en vulgar comèdia de capa i espasa i el predomini dels graciosos, introduïts pensant en el públic que havia de contemplar la comèdia, l'obra pot considerar-se perfecta.
El títol de l'obra, el Mágico prodigioso, és ambivalent, perquè pot fer referència en un primer moment al poder sobrenatural del Dimoni, però el desenllaç mostra que el «Mágico Prodigioso» per antonomàsia és Déu, que té poder omnímode i per tant, supera al del diable. En el moment en què el Dimoni pretén usar la seva màgia per a atreure a Justina a l'amor apassionat per Cipriano, aquest dubte i es resisteix, i la seva fermesa venç al diabòlic influx gràcies a estar emparada pel Déu únic dels cristians. D'aquesta manera, Déu és el gran protagonista de la trama, l'actor principal, que governa i contempla tot el que la seva creació mou, incloent al diable.
Destaquen alguns passatges de gran altura, com el primer debat dialèctic entre el Dimoni i Cipriano, que és capaç de sostenir amb arguments l'existència del Déu veritable davant el màgic maligne; les dècimes basades en la disseminació i recol·lecció (tan pròpies de l'art calderonià, a la manera del més conegut monòleg de Segismundo a La vida es sueño), que Cipriano lloa la bellesa de Justina o la temptació d'aquesta i el seu defensa davant el diable, que va ser traduïda a l'anglès per Shelley.